# Stanisław Mierczyński

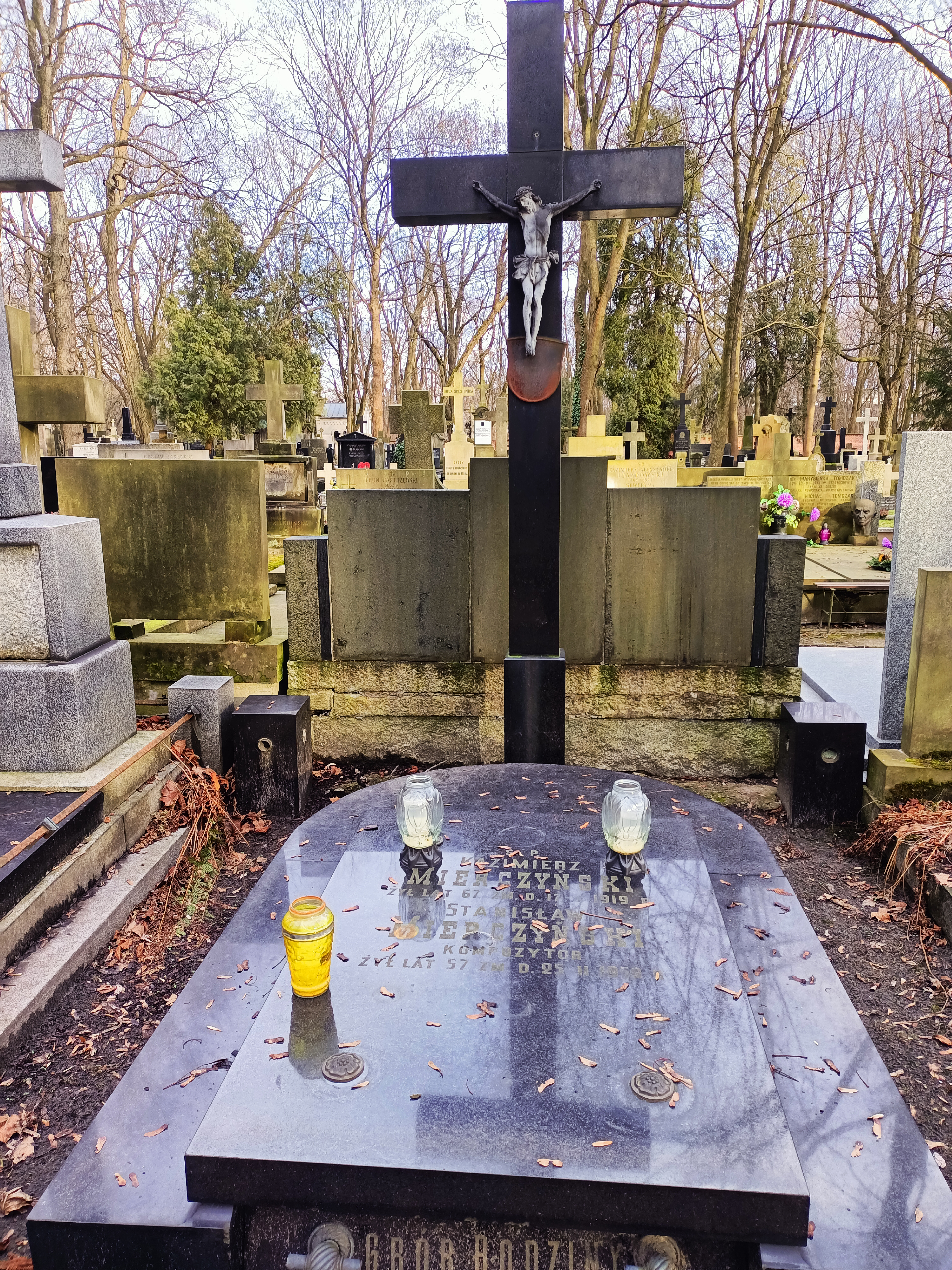
Grób Stanisława Mierczyńskiego na Cmentarzu Powązkowskim

Stanisław Mierczyński (ur. 16 sierpnia 1894 w Warszawie, zm. 25 lutego 1952 w Otwocku) – polski etnograf muzyczny, kompozytor, skrzypek, taternik.
Od 1916 roku uczył się gry na skrzypcach u Stanisława Barcewicza oraz teorii i instrumentacji u Adolfa Gużewskiego. W latach 1918–1920 służył ochotniczo w wojsku, z którego odszedł uzyskawszy stopień podporucznika rezerwy. W 1928 roku ukończył studia w Szkole Głównej Gospodarstwa Wiejskiego w Warszawie. Znawca muzyki ludowej Podhala, autor prac będących zbiorami nut i tekstów pieśni ludowych, publikacji i audycji radiowych o tematyce ludowej. Organizator wyjazdów kapel podhalańskich na międzynarodowe konkursy m.in. w 1933 do Niemiec i Belgii i w 1936 do Wiednia. Przyjaźnił się z Bartusiem Obrochtą, najsłynniejszym muzykantem góralskim. Od niego nauczył się grać na skrzypcach na tyle biegle, że muzykował razem z rodowitymi Podhalanami.
Mierczyński był również utalentowanym kompozytorem, w swoich kompozycjach wykorzystywał motywy góralskie (np. Trio góralskie pieśni podhalańskich na instrumenty smyczkowe, Suita podhalańska na małą orkiestrę).
W latach 1930–1939 pracował jako inżynier rolnik, zajmując się gospodarką pasterską w Tatrach, publikował artykuły na temat przyszłych parków narodowych. Chodził po górach głównie jako turysta. W młodości wspólnie z Henrykiem Bednarskim w 1912 r. dokonał I wejścia od północy na Żabią Przełęcz Wyżnią.
W czasie II wojny światowej był oficerem AK i pracował jako rolnik. Pochowany na warszawskich Powązkach.